# Бруннер, Эдуард
Эдуард Бруннер (нем. Eduard Brunner; 14 июля 1939, Базель — 27 апреля 2017) — швейцарский кларнетист.

## Биография
Учился в Базеле, затем в Парижской консерватории у Луи Каюзака. Первый кларнет Симфонического оркестра Баварского радио и телевидения по руководством Рафаэля Кубелика.
В 1959 г. начал свою сольную карьеру в качестве солиста и камерного музыканта. В 1962 г. его пригласили в Филармонический оркестр Бремена, который он, год спустя, сменил на Симфонический оркестр Баварского радио под управлением Рафаэля Кубелика. В течение 30 лет исполнитель выступал сольно. Также регулярно входил в состав жюри известного международного музыкального конкурса телекомпании ARD.
С 1992 г. профессор Высшей музыкальной школы Саарбрюккена (в последние годы жизни — по кафедрам кларнета и камерного ансамбля) и Карлсруэ. Гастролировал по всему миру, выступая на самых известных сценах как в качестве солиста, так и в составе камерных ансамблей. Он также принимал участие в музыкальных фестивалях в Вене, Москве, Варшаве, Берлине, Шлезвиг-Гольштейне и др.
Эдуард Бруннер имел обширную дискографию, состоящую из 250 произведений. Он отредактировал и записал полное собрание сочинений для кларнета Карла Стамица и Луи Шпора, но по преимуществу исполнял современную музыку.
Играл в ансамблях с Альфредом Бренделем, Гидоном Кремером, Хайнцем Холлигером, Натальей Гутман, Юрием Башметом. Неоднократно выступал в Москве на фестивалях «Посвящение Олегу Кагану». Ему посвящали свои сочинения Исан Юн, Эдисон Денисов, Гия Канчели, Хельмут Лахенман, Тосио Хосокава, Кшиштоф Мейер и другие композиторы.